# Niżni Siwy Staw
Niżni Siwy Staw (słow. Nižné Sivé pleso, Sivé pleso II, Dolné Sivé pleso) – staw położony na wysokości ok. 2010 m n.p.m. w górnych partiach Doliny Staroleśnej, w słowackich Tatrach Wysokich. Pomiary pracowników TANAP-u z lat 60. XX wieku wykazują, że ma powierzchnię ok. 0,1 ha, wymiary 52 × 29 m i głębokość ok. 1,5 m. Leży w małej kotlince zwanej Siwą Kotliną, u podnóża Ostrego Szczytu. Jest to drugi z największych stawów z grupy Siwych Stawów wchodzących w skład 27 Staroleśnych Stawów, pozostałe to Pośredni (największy) i Wyżni Siwy Staw.

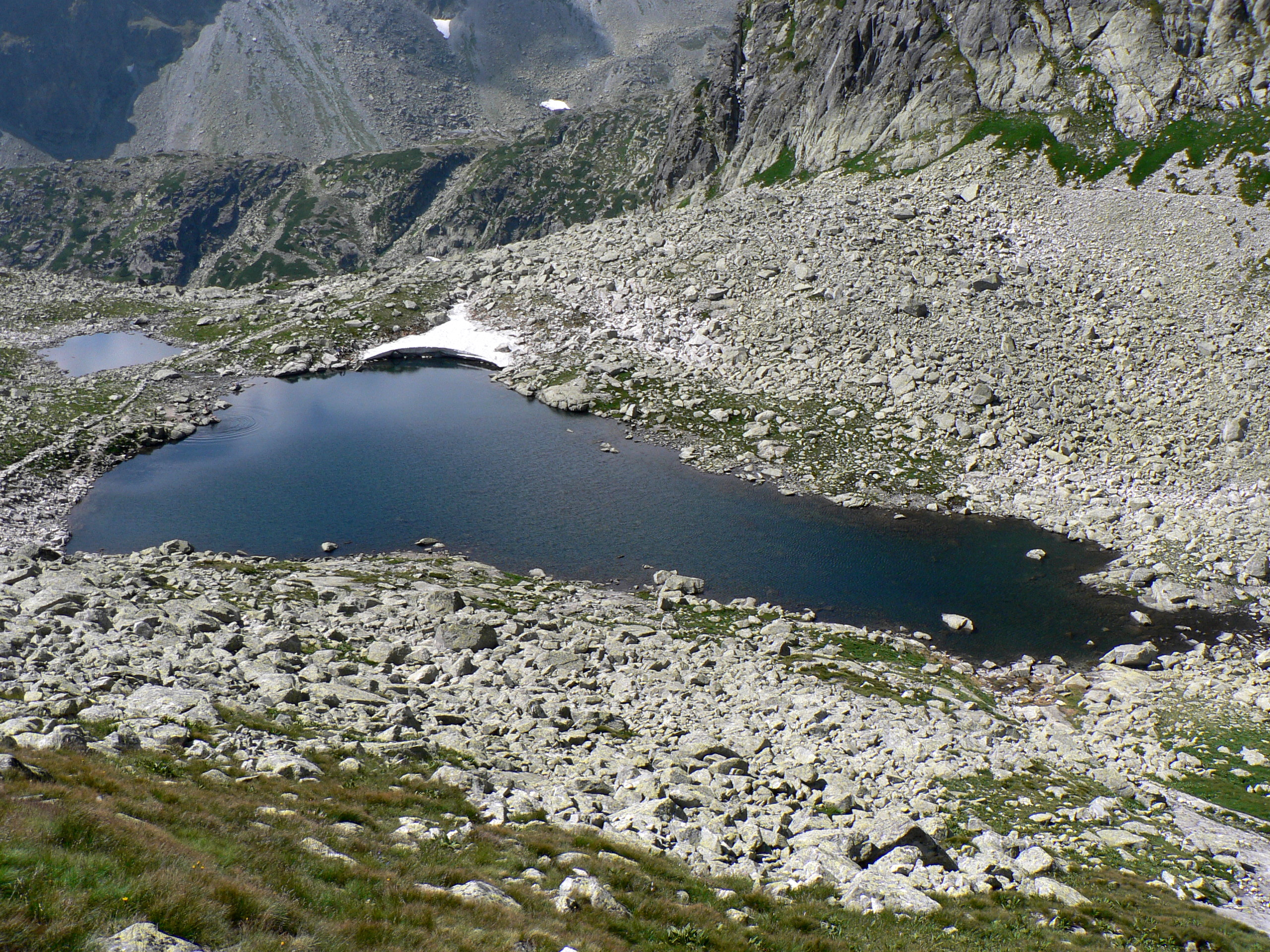
Niżni i Pośredni Siwy Staw

Niżni Siwy Staw znajduje się w otoczeniu potężnych ścian Jaworowego Szczytu, Ostrego Szczytu i Małego Lodowego Szczytu.
Nazwa Siwych Stawów pochodzi od gwarowego słowa siwy, co oznacza niebieski, błękitny lub granatowy.

## Szlaki turystyczne
– żółty szlak jednokierunkowy prowadzący ze Schroniska Téryego przez Czerwoną Ławkę do Schroniska Zbójnickiego (przebiega obok Niżniego Siwego Stawu).
- Czas przejścia ze Schroniska Téryego na przełęcz: 1:30 h
- Czas przejścia z przełęczy do Schroniska Zbójnickiego: 1:45 h